# Jian Jiang (vattendrag i Kina, lat 31,65, long 104,69)
Jian Jiang (kinesiska: 湔江) är ett vattendrag i Kina. Det ligger i den centrala delen av landet, 1 400 km sydväst om huvudstaden Peking.